# Towarzystwo Przyjaciół Sztuki w Bydgoszczy
Towarzystwo Przyjaciół Sztuki w Bydgoszczy - stowarzyszenie kulturalne w Bydgoszczy, istniejące w latach 1921–1923 (Towarzystwo Zachęty Sztuk Pięknych), 1931–1939 (Towarzystwo Przyjaciół Sztuk Pięknych) i od 1957 r. (Towarzystwo Przyjaciół Sztuki).

## Historia
Towarzystwo powstało 1 września 1921 r., a  modelem organizacyjnym służyła warszawska Zachęta oraz Towarzystwo Przyjaciół Sztuk Pięknych w Krakowie. W pierwszej fazie swego istnienia placówka występowała pod nazwą Towarzystwo Zachęty Sztuk Pięknych w Bydgoszczy (1921-1923). Założycielami TZSP byli przedstawiciele miejscowej inteligencji, m.in. Tadeusz Malczewski, Bolesław Lewański, Marian Maryński, Stanisław Niesiołowski, Rudolf Krahl, Andrzej Procajłowicz, Tadeusz Szubert oraz Melchior Wierzbicki, pełniący godność pierwszego prezesa. Siedziba Towarzystwa mieściła się w lokalu ówczesnego Kasyna Cywilnego w Bydgoszczy. Działalność polegała głównie na organizacji wystaw obrazów i rzeźb oraz obronie interesów zawodowych artystów i pisarzy.  W 1923 r. Towarzystwo liczące 33 członków przerwało swoją działalność wskutek likwidacji miejscowej Szkoły Przemysłu Artystycznego oraz odejścia z Bydgoszczy inspiratorów placówki - Procajłowicza i Lewańskiego. Obowiązki upowszechniania sztuki przejęło wówczas Towarzystwo Plastyków Pomorskich, zaś organizacją wystaw artystycznych zajęło się bydgoskie Muzeum Miejskie.
15 lutego 1931 roku nastąpiło wznowienie działalności, a nowo zorganizowana placówka kultury przybrała nazwę: Towarzystwo Przyjaciół Sztuk Pięknych w Bydgoszczy. Prezesem wybrano Czesława Wieckiego, a wiceprezesem – Jerzego Rupniewskiego. W skład zarządu wchodzili ponadto m.in. Zenon Staszewski, Helena Górska, Felicjan Karśnicki, Tadeusz Janicki, Józef Kubczak, Józef Formanowicz, Kazimierz Lenkowski, Piotr Triebler, Bogdan Raczkowski, Jan Biedowicz. Siedziba TPSP mieściła się w Muzeum Miejskim. W 1932 r. w skład Towarzystwa wchodziło 59 członków. Program działania obejmował upowszechnianie kultury, inspirację miejscowej twórczości artystycznej w zakresie plastyki (malarstwa, grafiki, rzeźby) i literatury, roztaczanie opieki nad rodzimymi talentami, typowanie dzieł sztuki do nagrody miasta itp. Stowarzyszenie współdziałało z innymi instytucjami kulturalnymi, m.in. Radą Artystyczno-Kulturalną oraz prowadziło działalność oświatową. W 1935 r. działacze TPSP założyli pierwsze w Polsce Muzeum Szkolne przy ul. Warszawskiej 25 w Bydgoszczy. Upowszechnianie osiągnięć TPSP odbywało się również na łamach czasopism lokalnych: „Wici Wielkopolskich”, „Przeglądu Bydgoskiego” oraz w miejscowych dziennikach.
Działalność Towarzystwa przerwaną przez II wojnę światową reaktywowano w 1957 r. na fali „odwilży gomułkowskiej”. W 1959 r. Towarzystwo Przyjaciół Sztuki sprawowało patronat nad literackim kabaretem bydgoskim. W ramach sekcji teatralnej utworzono Teatr Studyjny, którym kierował Hieronim Konieczka oraz Teatr Propozycji (do 1964 r.) Najpoważniejsze osiągnięcia zanotowała sekcja plastyki i fotografiki. W 1960 r. otwarto tzw. Mały Salon Sztuki ZPAP, umieszczając w nim stałą ekspozycję plastyki bydgoskiej. W latach 70. Towarzystwo współpracowało z Biurem Wystaw Artystycznych oraz utworzyło „Estradę dla amatorów”, w której brali udział piosenkarze, parodyści, instrumentaliści, recytatorzy z kilku województw. Natomiast w 1970 r. utworzono sekcję dekoratorów, której celem było ponoszenie poziomu reklamy handlowej. 